# Virginia Mayo
Virginia Mayo (nascuda Virginia Clara Jones; 30 de novembre de 1920 - 17 de gener de 2005) va ser una actriu i ballarina nord-americana. Va participar en una sèrie de pel·lícules de comèdia populars amb Danny Kaye i va ser la més gran atracció de taquilla de la Warner Bros. a finals dels anys quaranta. També va protagonitzar la pel·lícula guanyadora de l'Oscar de 1946 Els millors anys de les nostres vides.

## Filmografia
- Jack London (1943)
- Follies Girl (1943) (sense acreditar)
- Rumb a Orient (Up in Arms) (1944) (sense acreditar)
- La princesa i el pirata (The Princess and the Pirate) (1944)
- Seven Days Ashore (1944)
- Un home fenomen (Wonder Man) (1945)
- L'admiració de Brooklyn (The Kid from Brooklyn) (1946)
- Els millors anys de la nostra vida (The Best Years of Our Lives) (1946)
- La vida secreta de Walter Mitty (The Secret Life of Walter Mitty) (1947)
- Out of the Blue (1947)
- Neix una cançó (A Song Is Born) (1948)
- Smart Girls Don't Talk (1948)
- Always Leave Them Laughing (1949)
- Al roig viu (White Heat) (1949)
- The Girl from Jones Beach (1949)
- Colorado Territory (1949)
- Flaxy Martin (1949)
- The West Point Story (1950)
- El falcó i la fletxa The Flame and the Arrow (1950)
- Backfire (1950)
- Starlift (1951) (cameo)
- Painting the Clouds with Sunshine (1951)
- Camí de la forca (Along the Great Divide) (1951)
- El capità Horatio Hornblower ((Captain Horatio Hornblower) (1951)
- L'amant de ferro (The Iron Mistress) (1952)
- She's Working Her Way Through College (1952)
- Screen Snapshots: Hollywood Night Life (1952) (curt)
- South Sea Woman (1953)
- She's Back on Broadway (1953)
- Nit salvatge (Devil's Canyon) 1953
- El calze de plata (The Silver Chalice) (1954)
- El rei Ricard i els croats (King Richard and the Crusaders) (1954)
- La perla del Pacífic del sud (Pearl of the South Pacific) (1955)
- Congo Crossing (1956)
- Terra de violència (The Proud Ones) (1956)
- Una pistola a l'alba (Great Day in the Morning) (1956)
- The Tall Stranger (1957)
- The Story of Mankind (1957)
- El gran país (The Big Land) (1957)
- Fort Dobbs (1958)
- Jet Over the Atlantic (1959)
- Westbound (1959)
- Revolt of the Mercenaries (1961)
- Young Fury (1965)
- Castle of Evil (1966)
- Fort Utah (1967)
- Fugitive Lovers (1975)
- Won Ton Ton, the Dog Who Saved Hollywood (1976)
- French Quarter (1977)
- The Haunted (1979)
- Evil Spirits (1990)
- Midnight Witness (1993)
- The Man Next Door (1997)